# Подольский, Владимир Иосифович
Владимир Иосифович Подольский (2 августа 1932 — 16 апреля 2013) — советский и российский архитектор, педагог, член-корреспондент Международной Академии архитектуры в Москве, профессор МАРХИ, Заслуженный архитектор РСФСР, Почетный работник высшего профессионального образования РФ.

## Биография
Владимир Подольский родился в семье инженера-механика на авиационном заводе и учительницы средней школы.
В 1950—1955 гг. учился в Московском архитектурном институте у профессоров Н. С. Гераскина и М. В. Лисициана. Одновременно с учёбой, Подольский работал в институте «Гипрокинополиграф» в должности и. о. архитектора (25.01.1954 — 01.06.1954).
После окончания института, в 1955 г. Подольский был направлен по распределению в г. Сталинск, где с 11.10.1955 по 04.03.1957 работал начальником сектора планировки и застройки городов в Управлении главного архитектора города. С 15.03.1957 по 17.05.1957 временно исполнял обязанности главного архитектора города. С 15.06.1957 по 10.09.1958 работал руководителем группы детальной планировки города в «Сталинской конторе Горпроект». За период работы в Сталинске с 1955 по 1958, наряду с работой в сфере градостроительного планирования, выполнил проекты кирпичного жилого дома (построен), а также памятника «Жертвам восстания в 1918 г.» в г. Ленинске-Кузнецком (первая премия в открытом конкурсе, 1957, совместно со скульптором В. А. Дроновым; проект реализован).
В 1958 году по возвращении в Москву Подольский поступает на работу в Институт Генерального плана г. Москвы, в котором с 25.11.1958 по 05.09.1960 работал старшим архитектором мастерской № 3, ответственной за планировку лесопаркового пояса г. Москвы (руководитель мастерской арх. П. В. Помазанов). В тот же период Подольский включается в разработку проекта генплана «зоны отдыха от Химкинского водохранилища до Икши», а также выполняет эскизную стадию генплана и проект планировки и застройки кварталов г. Химки (в составе авторского коллектива; рук. арх. И. А. Таль).
В сентябре 1960 года переходит на работу в Проектный институт № 5 (с 1963 — ЦНИИЭП лечебно-курортных зданий), где до мая 1962 года занимается разработкой типовых проектов жилых и общественных зданий. Параллельно с основной работой принимает участие в конкурсе на проект Всемирной выставки в Москве 1967 года, и на проект памятника М. Ю. Лермонтову в Москве (открытый конкурс, 2-я премия; совместно со скульптором В. А. Дроновым).
С 22.06.1962 по 15.06.1975 работает в Научно-исследовательском институте общественных зданий и сооружений (НИИОЗ, с 1963 — ЦНИИЭП учебных зданий) руководителем группы архитекторов. С 1964 по 1966 г. — главный архитектор проектов (ГАП), с 1966 по 1975 г. — и. о. руководителя мастерской № 1.
В эти годы Подольский занимается разработкой типовых проектов зданий школ на 10 классов и на 40 классов (серии 222-1-118, 222-1-322, совместно с Ю. А. Шароновым, В. И. Лоренцсоном и др., утв. в 1971), детских садов на 140 (типовой проект 212-2-41/75) и 180 детей, станций юных техников. Всего по типовым проектам, в создании которых участвовал Подольский, возведено около 3 тысяч учебно-воспитательных зданий.
Создание типовых проектов велось параллельно или предварялось разработкой уникальных проектов. Некоторые из них (такие, как экспериментальная средняя школа в г. Пущино, 1966—1973 гг.) служили «полигоном» для апробации новых идей в области архитектуры учебных зданий. Кроме того, по индивидуальным проектам были построены Учебный корпус Смоленского государственного педагогического института (1965—1971), школы в городах Сане, Ходейде и Таизе (1965—1967), Дом юных техников в Улан-Баторе (1971—1975), Дворец пионеров и школьников в Мурманске (1970-е — 1985).
В 1975 г. Подольский переходит на работу в Управление по строительству общественных зданий и сооружений Госгражданстроя (с 1987 г. Госкомархитектуры) при Госстрое СССР, где до 1992 г. занимается разработкой и редактурой строительных норм и правил.
В феврале 1992 г. Подольский создаёт персональную авторскую мастерскую (ПТАМ), где под его руководством были выполнены проекты «Школы перспективной модели для г. Москвы» (1-я премия на заказном конкурсе с правом последующей детальной разработки проекта), экспериментальной школы (гимназии) в м-не 10-10а Сев. Медведково (совместно с Ю. А. Дыховичным, Л. В. Шурмухиной) и нового здания учебного центра «Российская школа» в г. Королёв (совместно с Ф. С. Кудрявцевым, 2000—2002).
Одновременно с проектной деятельностью в персональной мастерской, Подольский занимается преподаванием в Московском Архитектурном институте: в 1992 г. он организует создание кафедры «Архитектурная практика» и становится её первым заведующим. Им была разработана программа и учебное пособие новой дисциплины «Управление архитектурным проектом», включённой в учебный процесс с 1993 г. Под руководством Подольского были также разработаны программы ряда новых дисциплин: «Основы экономической теории», «Экономика архитектурных решений», «Основы строительного производства», разработаны новые образовательные методики.
Скончался в 2013 году в Москве. Похоронен на Востряковском кладбище.

### Семья
- Жена — Елена Вениаминовна Подольская (род. 23.01.1933), советский и российский архитектор, Заслуженный архитектор РСФСР (1989). Профессор Международной академии архитектуры в Москве (1997).

## Проекты и постройки

### Постройки
- жилой дом, г. Новокузнецк (1950-е гг.)
- учебный корпус Смоленского государственного педагогического института, г. Смоленск (1965—1971)
- школы в городах Сана, Ходейда и Таиз, Йеменская арабская республика (1965—1967). Совместно с арх. Ю. А. Шароновым
- экспериментальная средняя школа на 1200 мест, г. Пущино (1966—1973). Совместно с инж. Н. И. Быковым, при участии арх. Ю. А. Шаронова, инж. Г. И. Лыткиной[2]
- Дом юных техников, г. Улан-Батор (1971—1975). Совместно с инж. Н. И. Быковым, при участии арх. Р. Ф. Голышко, инж. Г. И, Лыткиной
- школы на 40 классов, построенные по типовым проектам 222-1-118 и 222-1-322 (проект утверждён в 1971). Совместно с Ю. А. Шароновым, В. И. Лоренцсоном и др.[3]
- школы на 10 классов, построенные по типовому проекту
- детские сады на 140 детей, построенные по типовому проекту 212-2-41/75
- детские сады на 180 детей, построенные по типовому проекту
- станции юных техников, построенные по типовому проекту
- Дворец пионеров и школьников, г. Мурманск (1970-е-1985). Совместно с арх. Р. Ф. Голышко, Ю. А. Шароновым, инж. В. Т. Кирюшкиным, Н. А. Быковым при участии Е. А. Бойко

### Нереализованные проекты
- Оздоровительный детский городок в Новосибирске (1960-е гг.)
- Педагогический институт в Воронеже (1960-е гг.)
- Памятник М. Ю. Лермонтову в Москве, 2-я премия на открытом конкурсе (1964). Совместно со скульптором В. А. Дроновым
- Школа перспективной модели для г. Москвы, 1-я премия на заказном конкурсе (1990-е гг.)
- экспериментальная школа (гимназия) в м-не 10-10а Сев. Медведково (1990-е гг.). Совместно с Ю. А. Дыховичным и Л. В. Шурмухиной
- новое здание учебного центра «Российская школа» в г. Королёв (2000). Совместно с Ф. С. Кудрявцевым

## Нормотворческая деятельность
Общероссийские строительные но нормы и правила (автор, редактор) :
- «Общественные здания и сооружения» СНиП 2.08.02-89*,
- «Высшие учебные учреждения» СНиП 11-68-78
- «Профессионально-технические и средние специальные учебные заведения» СНиП 11-66-78
- «Здания конструкторских и проектных организаций» СНиП 11-83-78
- «Детские дошкольные учреждения» СНиП 11-64-80

Московские городские строительные нормы:
- «Многофункциональные здания и комплексы» МГСН 1-91
- «Стоянки легковых автомобилей» МГСН 5.01-94
- пособие к МГСН 5.01-94 «Стоянки легковых автомобилей»

## Педагогическая деятельность
- Учебное пособие «Управление архитектурным проектом»

Методические пособия по выполнению курсовых работ (дисциплина — «Управление архитектурным проектом»):
- «портфолио»
- «задание на проектирование»
- «договор»
- «рекламный проспект»